# Рыбаченко, Анастасия Александровна
Анастаси́я Алекса́ндровна Рыбаче́нко (род. 11 сентября 1991 года, Москва) — бывший российский политический и общественный деятель. С 2008 по 2012 год состояла в российском демократическом движении «Солидарность». Дважды избиралась в московский Политсовет движения, руководила молодёжным крылом московской «Солидарности», возглавляла пресс-службу.

## Образование
Рыбаченко училась на факультете политологии в Государственном академическом университете гуманитарных наук, но не закончила обучение, затем обучалась по направлению «международные отношения» в Таллинском техническом университете и Свободном университете Берлина. Магистр.
Владеет английским, французским, немецким и китайским языками.

## Политическая деятельность
В конце 2008 года Рыбаченко вступила в движение «Солидарность». Дважды — в 2010 и 2011 году — была избрана в московский Политсовет движения, и в 18 лет стала самым молодым соруководителем московской «Солидарности».
В 2009 году работала в избирательном штабе Сергея Давидиса, выдвигавшегося на Выборы в Московскую городскую думу пятого созыва. Собирала подписи, необходимые для регистрации кандидата, участвовала в информационной кампании.
С марта 2010 года была соорганизатором «Стратегии-31» — гражданской акции в поддержку 31-й статьи российской Конституции. В Оргкомитете Стратегии Рыбаченко являлась представителем «Солидарности» и отвечала за сотрудничество «Солидарности» с другими политическими движениями и партиями. Прекратила фактическое участие в Оргкомитете после обострения разногласий между Эдуардом Лимоновым и Людмилой Алексеевой в октябре 2010 года. Лимонов позднее критиковал решение Рыбаченко в своём романе «ДЕД», выпущенном в 2014 году.
В декабре 2010 года Рыбаченко была наблюдателем на президентских выборах в Белоруссии. В феврале 2011 года московская «Солидарность» по инициативе Рыбаченко начала кампанию в поддержку российских граждан, арестованных в Беларуси после демонстрации протеста, прошедшей в Минске 19 декабря. Наряду с МИД РФ активисты добивались освобождения российских граждан Ивана Гапонова и Артёма Бреуса. После их освобождения активисты продолжили кампанию, требуя освободить также Фёдора Мирзаянова — гражданина Беларуси, но сына гражданина России. В рамках кампании активисты «Солидарности» собирали подписи в интернете и в пикетах у здания МИД России, проявляли активность в прессе. Добились прихода на судебное заседание по делу Мирзаянова представителей российского посольства в Минске, что, впрочем, не повлияло на приговор: Мирзаянов был осуждён на 3 года; позднее, в сентябре 2011 года, он был досрочно выпущен на свободу.
В 2011 году Рыбаченко возглавила Молодёжный комитет «Солидарности», в рамках работы которого проводила креативные акции и тренинги для новых активистов. Вместе с двумя другими активистами «Солидарности» Александром Савельевым и Романом Доброхотовым основала проект «Сеть московских студентов». В рамках этого проекта, формально не входящего в структуру «Солидарности», были организованы лекции журналиста Валерия Панюшкина, политолога Михаила Делягина, Ирины Хакамады и ряда других общественных деятелей в вузах Москвы.
В марте 2012 года Рыбаченко возглавила пресс-службу московской «Солидарности», где занималась набором и обучением добровольцев, напрямую общалась с прессой, отвечала за освещение деятельности Московской «Солидарности» в медиа, в частности во время кампании «Солидарности» по поддержке кандидата в мэры Ярославля Евгения Урлашова.
В 2011 и 2012 годах Рыбаченко участвовала в демонстрациях в Москве, начавшихся после выборов в Государственную думу VI созыва.
В июне 2012 года Рыбаченко поступила на учебу в Таллинский технический университет и прекратила политическую деятельность в России.

## Работа за границей
В 2014 году защитила диплом бакалавра по специальности «международные отношения» в Таллинском техническом университете. В 2016 году окончила магистратуру Свободного университета Берлина, где защитила выпускную квалификационную работу магистра о роли полевых операций Организации по безопасности и сотрудничеству в Европе (ОБСЕ) в предотвращении конфликтов и деэскалации кризисов. 
Согласно профилю Рыбаченко в LinkedIn, она работала в офисе Верховного комиссара по делам национальных меньшинств Организации по безопасности и сотрудничеству в Европе, а также в штаб-квартире ОБСЕ. Рыбаченко специализируется на управлении проектами в бизнес- и государственных организациях различных стран Европы. 